# Simulium prafiense
Simulium prafiense är en tvåvingeart som beskrevs av Takaoka 2003. Simulium prafiense ingår i släktet Simulium och familjen knott. Inga underarter finns listade i Catalogue of Life.